# بوتيسينو
بوتيسينو (بريسيان: Butisí) هي مدينة وكومونا (بلدية) في مقاطعة بريشا في لومبارديا، إيطاليا. وتم إنشاء الكوميون في عام 1928 من قبل اتحاد الكوميوني الأسبق لبوتيسينو ماتينا و بوتيسينو سيرا وحيث تم تصنيفها اليوم ككلٍّ مع سان جالو على انها ثلاثة فرازيوني للبلدية.
البلديات المجاورة هي بريشا، نافا، نوفوليرا، ريزاتو وسيرل. إذ تقع في شمال شرق بريشا. وأعطى اسمها لـ مارمو بوتيسينو وهو حجر جيري رسوبي ذو قيمة. ايضاً بوتيسينو هو DOC من نبيذ لومبارديا

## أبرز الشخصيات
- بيو تشيروتيني (1901-1985)، رجل أعمال ومخترع
- بينيديتو كاستيلي (1578–1643)، عالم رياضيات
- باولو بولباني (1981)، مؤرخ فني وناقد ومبدع
- جيوفاني باولو ماجيني (1630)، صانع الكمان والتشيلو

## روابط خارجية
مقاطعة بريشا